# Contea di Ochiltree
La contea di Ochiltree in inglese Ochiltree County è una contea dello Stato del Texas, negli Stati Uniti. La popolazione al censimento del 2010 era di 10 223 abitanti. Il capoluogo di contea è Perryton. La contea è stata creata nel 1876 ed organizzata nel 1889. Il suo nome deriva da William Beck Ochiltree, Procuratore Generale della Repubblica del Texas.

## Geografia fisica
| Anno | Popolazione | ±%     |
| ---- | ----------- | ------ |
| 1890 | 198         | Note:  |
| 1900 | 267         | 34.8%  |
| 1910 | 1,602       | 500.0% |
| 1920 | 2,331       | 45.5%  |
| 1930 | 5,224       | 124.1% |
| 1940 | 4,213       | −19.4% |
| 1950 | 6,024       | 43.0%  |
| 1960 | 9,380       | 55.7%  |
| 1970 | 9,704       | 3.5%   |
| 1980 | 9,588       | −1.2%  |
| 1990 | 9,128       | −4.8%  |
| 2000 | 9,006       | −1.3%  |
| 2010 | 10,223      | 13.5%  |

Secondo l'Ufficio del censimento degli Stati Uniti d'America la contea ha un'area totale di 918 miglia quadrate (2380 km²), di cui 917 miglia quadrate (2379 km²) sono terra, mentre 0,5 miglia quadrate (1,3 km², corrispondenti allo 0,06% del territorio) sono costituiti dall'acqua.

### Strade principali
- U.S. Highway 83
- State Highway 15
- State Highway 70

### Contee adiacenti
- Texas County (nord)
- Beaver County (nord-est)
- Lipscomb County (est)
- Roberts County (sud)
- Hansford County (ovest)
- Hemphill County (sud-est)

## Istruzione
Nella contea sorge il Frank Phillips College.